# Championnat d'Espagne de football 2024-2025
Navigation
Édition précédente Édition suivante
La saison 2024-2025 est la 94e édition du championnat d'Espagne de football et la deuxième sous l'appellation LaLiga EA Sports. Elle oppose les vingt meilleurs clubs d'Espagne en une série de trente-huit journées.
Le Real Madrid défend son titre face aux 19 autres équipes dont trois promus de deuxième division.
Six places qualificatives pour les compétitions européennes sont attribuées par le biais du championnat (4 places directes en Ligue des champions 2025-2026, 1 place directe en Ligue Europa 2025-2026 et 1 place pour les barrages en Ligue Conférence 2025-2026). Une autre place qualificative pour la Ligue Europa sera garantie au vainqueur de la Coupe du Roi. Les trois derniers du championnat sont relégués en deuxième division.

## Participants
Un total de vingt équipes participent au championnat, les dix-sept maintenus de la saison précédente, auxquelles s'ajoutent trois promus de deuxième division : CD Leganés, Real Valladolid et Espanyol de Barcelone (vainqueur des barrages).
Ces trois clubs remplacent les relégués Cadix CF, UD Almería et Grenade CF.
| \| Alavés Athletic Barcelone Betis Celta Espanyol Girona Las Palmas Majorque Madrid Osasuna R. Sociedad Séville Valence Valladolid Villarreal \| Localisation des clubs engagés dans le championnat. |
| Alavés Athletic Barcelone Betis Celta Espanyol Girona Las Palmas Majorque Madrid Osasuna R. Sociedad Séville Valence Valladolid Villarreal                                                           |

| Alavés Athletic Barcelone Betis Celta Espanyol Girona Las Palmas Majorque Madrid Osasuna R. Sociedad Séville Valence Valladolid Villarreal |

| \| Atl. Madrid Getafe Leganés Vallecano Real Madrid \| Localisation des clubs madrilènes. |
| Atl. Madrid Getafe Leganés Vallecano Real Madrid                                          |

| Atl. Madrid Getafe Leganés Vallecano Real Madrid |

| Club                  | Se maintient depuis | Classement 2023-2024 | Entraîneur           | Depuis | Stade                    | Capacité théorique | Nombre de saison en Liga |
| --------------------- | ------------------- | -------------------- | -------------------- | ------ | ------------------------ | ------------------ | ------------------------ |
| Real Madrid           | 1929                | 1er                  | Carlo Ancelotti      | 2021   | Santiago Bernabéu        | 81 044             | 93                       |
| FC Barcelone          | 1929                | 2e                   | Hansi Flick          | 2024   | Lluís Companys           | 55 926             | 93                       |
| Girona FC             | 2022                | 3e                   | Míchel               | 2021   | Montilivi                | 13 500             | 4                        |
| Atlético de Madrid    | 2002                | 4e                   | Diego Simeone        | 2011   | Riyadh Air Metropolitano | 68 456             | 87                       |
| Athletic Club         | 1929                | 5e                   | Ernesto Valverde     | 2022   | San Mamés                | 53 289             | 93                       |
| Real Sociedad         | 2010                | 6e                   | Imanol Alguacil      | 2018   | Reale Arena              | 39 500             | 77                       |
| Real Betis            | 2015                | 7e                   | Manuel Pellegrini    | 2020   | Benito Villamarín        | 60 721             | 58                       |
| Villarreal CF         | 2013                | 8e                   | Marcelino            | 2023   | La Cerámica              | 24 890             | 24                       |
| Valence CF            | 1987                | 9e                   | Carlos Corberán      | 2024   | Mestalla                 | 53 000             | 89                       |
| Deportivo Alavés      | 2023                | 10e                  | Eduardo Coudet       | 2024   | Mendizorroza             | 19 840             | 18                       |
| CA Osasuna            | 2019                | 11e                  | Vicente Moreno       | 2024   | El Sadar                 | 23 576             | 42                       |
| Getafe CF             | 2017                | 12e                  | José Bordalás        | 2023   | Coliseum Alfonso Pérez   | 17 393             | 19                       |
| Celta de Vigo         | 2012                | 13e                  | Claudio Giráldez     | 2024   | Abanca-Balaídos          | 29 000             | 58                       |
| Séville FC            | 2001                | 14e                  | Joaquín Caparrós     | 2025   | Ramón Sánchez Pizjuán    | 43 883             | 80                       |
| RCD Majorque          | 2021                | 15e                  | Jagoba Arrasate      | 2024   | Son Moix                 | 23 142             | 31                       |
| UD Las Palmas         | 2023                | 16e                  | Diego Martínez Penas | 2024   | Gran Canaria             | 31 250             | 35                       |
| Rayo Vallecano        | 2021                | 17e                  | Iñigo Pérez          | 2024   | Vallecas                 | 14 708             | 21                       |
| CD Leganés            | 2024                | 1er (Liga 2)         | Borja Jiménez        | 2023   | Butarque                 | 13 089             | 4                        |
| Real Valladolid       | 2024                | 2e (Liga 2)          | Álvaro Rubio         | 2025   | José Zorrilla            | 28 012             | 46                       |
| Espanyol de Barcelone | 2024                | 4e (Liga 2)          | Manolo González      | 2024   | RCDE Stadium             | 40 500             | 87                       |

1. 1 2 3  On ne peut pas exactement parler de promotion pour ces clubs puisqu'ils ont directement rejoint la Liga dès 1929, date de création de ce championnat. Depuis cette date, ils n'ont jamais connu de relégation.

Légende des couleurs
- Phase de ligue de la Ligue des champions 2024-2025
- Phase de ligue de la Ligue Europa 2024-2025
- Barrages de la Ligue Conférence 2024-2025
- Promu de LaLiga Hypermotion 2023-2024

### Relégations et promotions en début de saison
Le 27 avril 2024, l'UD Almería est relégué en deuxième division après sa défaite 1-3 contre le Getafe CF, 2 ans après son retour dans l'élite. Il est rejoint, le 11 mai 2024, par le Grenade CF après la victoire 1-0 du RCD Majorque contre l'UD Las Palmas, qui retrouve immédiatement la deuxième division. La dernière équipe relégué est le Cadix CF, après son nul 0-0 contre l'UD Las Palmas, le 19 mai 2024. Le Cadix CF retourne en deuxième division après 4 saisons passées dans l'élite.
Le 26 mai 2024, le Real Valladolid est promu en première division après sa victoire 3-2 contre le Villarreal CF B, après 1 an d'absence. 7 jours plus tard, le CD Leganés en fait de même grâce à sa victoire 2-0 contre l'Elche CF, il retrouve l'élite après 4 ans d'absence.
Le 23 juin 2024, l'Espanyol de Barcelone remonte en Liga, 1 an après l'avoir quitté, après sa victoire en finale des barrages contre le Real Oviedo sur le score de 2-0 au retour après avoir perdu le match aller sur la plus petite des marges.

### Changements d'entraîneur
| Club             | Entraîneur partant     | Motif du départ     | Date de départ    | Position   | Entraîneur arrivant    | Date d'arrivée   |
| ---------------- | ---------------------- | ------------------- | ----------------- | ---------- | ---------------------- | ---------------- |
| CA Osasuna       | Jagoba Arrasate        | Fin de contrat      | 25 mai 2024       | Pré-saison | Vicente Moreno         | 27 mai 2024      |
| FC Barcelone     | Xavi                   | Consentement mutuel | 26 mai 2024       | Pré-saison | Hansi Flick            | 29 mai 2024      |
| UD Las Palmas    | Xavier García Pimienta | Consentement mutuel | 26 mai 2024       | Pré-saison | Luis Carrión           | 26 juin 2024     |
| RCD Majorque     | Javier Aguirre         | Fin de contrat      | 26 mai 2024       | Pré-saison | Jagoba Arrasate        | 10 juin 2024     |
| Séville FC       | Quique Sánchez Flores  | Consentement mutuel | 26 mai 2024       | Pré-saison | Xavier García Pimienta | 2 juin 2024      |
| UD Las Palmas    | Luis Carrión           | Renvoi              | 8 octobre 2024    | 20e        | Diego Martínez Penas   | 8 octobre 2024   |
| Real Valladolid  | Paulo Pezzolano        | Renvoi              | 1er décembre 2024 | 20e        | Álvaro Rubio (intérim) | 2 décembre 2024  |
| Deportivo Alavés | Luis García            | Renvoi              | 2 décembre 2024   | 16e        | Eduardo Coudet         | 2 décembre 2024  |
| Real Valladolid  | Álvaro Rubio           | Fin de l'interim    | 14 décembre 2024  | 19e        | Diego Cocca            | 14 décembre 2024 |
| Valence CF       | Rubén Baraja           | Renvoi              | 23 décembre 2024  | 19e        | Carlos Corbéran        | 25 décembre 2024 |
| Real Valladolid  | Diego Cocca            | Renvoi              | 17 février 2025   | 20e        | Álvaro Rubio           | 17 février 2025  |
| Séville FC       | Xavier García Pimienta | Renvoi              | 13 avril 2025     | 13e        | Joaquín Caparrós       | 13 avril 2025    |

## Compétition

### Classement
Le classement est basé sur le barème de points classique (victoire à 3 points, match nul à 1, défaite à 0).
Pour départager les égalités, on tient d'abord compte des points en confrontations directes, puis de la différence de buts en confrontations directes, puis de la différence de buts générale, puis du nombre de buts marqués, puis du nombre de points en fair-play, et enfin si l'égalité persiste les équipes à égalités doivent se départager au cours d'un ou plusieurs matchs d'appui disputés sur terrain neutre.
| Rang | Équipe                  | Pts | J  | G  | N  | P  | Bp  | Bc | Diff |
| ---- | ----------------------- | --- | -- | -- | -- | -- | --- | -- | ---- |
| 1    | FC Barcelone S C        | 88  | 38 | 28 | 4  | 6  | 102 | 39 | +63  |
| 2    | Real Madrid T SU CI     | 84  | 38 | 26 | 6  | 6  | 78  | 38 | +40  |
| 3    | Atlético de Madrid      | 76  | 38 | 22 | 10 | 6  | 68  | 30 | +38  |
| 4    | Athletic Club           | 70  | 38 | 19 | 13 | 6  | 54  | 29 | +25  |
| 5    | Villarreal CF           | 70  | 38 | 20 | 10 | 8  | 71  | 51 | +20  |
| 6    | Real Betis              | 60  | 38 | 16 | 12 | 10 | 57  | 50 | +7   |
| 7    | Celta de Vigo           | 55  | 38 | 16 | 7  | 15 | 58  | 57 | +1   |
| 8    | Rayo Vallecano          | 52  | 38 | 13 | 13 | 12 | 41  | 45 | -4   |
| 9    | CA Osasuna              | 52  | 38 | 12 | 16 | 10 | 48  | 52 | -4   |
| 10   | RCD Majorque            | 48  | 38 | 13 | 9  | 16 | 35  | 44 | -9   |
| 11   | Real Sociedad           | 46  | 38 | 13 | 7  | 18 | 35  | 46 | -11  |
| 12   | Valence CF              | 46  | 38 | 11 | 13 | 14 | 44  | 54 | -10  |
| 13   | Getafe CF               | 42  | 38 | 11 | 9  | 18 | 34  | 39 | -5   |
| 14   | Espanyol de Barcelone P | 42  | 38 | 11 | 9  | 18 | 40  | 51 | -11  |
| 15   | Deportivo Alavés        | 42  | 38 | 10 | 12 | 16 | 38  | 48 | -10  |
| 16   | Girona FC               | 41  | 38 | 11 | 8  | 19 | 44  | 60 | -16  |
| 17   | Séville FC              | 41  | 38 | 10 | 11 | 17 | 42  | 55 | -13  |
| 18   | CD Leganés P            | 40  | 38 | 9  | 13 | 16 | 39  | 56 | -17  |
| 19   | UD Las Palmas           | 32  | 38 | 8  | 8  | 22 | 40  | 61 | -21  |
| 20   | Real Valladolid P       | 16  | 38 | 4  | 4  | 30 | 26  | 90 | -64  |

Qualifications européennes
Ligue des champions 2025-2026
- 1er à 5e : phase de ligue

Ligue Europa 2025-2026
- 6e et 7e : phase de ligue

Ligue Conférence 2025-2026
- 8e : tour de barrage - voie principale

Relégation
- 18e à 20e : relégation en LaLiga Hypermotion

Abréviations
- T : Tenant du titre
- C : Vainqueur de la Coupe du Roi 2024-2025
- S : Vainqueur de la Supercoupe d'Espagne 2024-2025
- SU : Vainqueur de la Supercoupe de l'UEFA 2024
- CI : Vainqueur de la Coupe intercontinentale 2024
- P : Promus de LaLiga Hypermotion

### Résultats
| Résultats (▼dom., ►ext.)                                   | ALA | ATH | ATM | BAR | BET | CEL | ESP | GET | GIR | LPA | LEG | MAJ | OSA | RAY | RMA | RSO | SEV | VAL | VLL | VIL |
| Deportivo Alavés                                           |     | 1-1 | 0-0 | 0-3 | 0-0 | 1-1 | 0-1 | 0-1 | 0-1 | 2-0 | 1-1 | 1-0 | 1-1 | 0-2 | 0-1 | 1-0 | 2-1 | 1-0 | 2-3 | 1-0 |
| Athletic Club                                              | 1-0 |     | 0-1 | 0-3 | 1-1 | 3-1 | 4-1 | 1-1 | 3-0 | 1-0 | 0-0 | 1-1 | 0-0 | 3-1 | 2-1 | 1-0 | 1-1 | 1-0 | 7-1 | 2-0 |
| Atlético de Madrid                                         | 2-1 | 1-0 |     | 2-4 | 4-1 | 1-1 | 0-0 | 1-0 | 3-0 | 2-0 | 3-1 | 2-0 | 1-0 | 3-0 | 1-1 | 4-0 | 4-3 | 3-0 | 4-2 | 1-1 |
| FC Barcelone                                               | 1-0 | 2-1 | 1-2 |     | 1-1 | 4-3 | 3-1 | 1-0 | 4-1 | 1-2 | 0-1 | 1-0 | 3-0 | 1-0 | 4-3 | 4-0 | 5-1 | 7-1 | 7-0 | 2-3 |
| Real Betis                                                 | 1-3 | 2-2 | 1-0 | 2-2 |     | 2-2 | 1-0 | 2-1 | 1-1 | 1-0 | 2-0 | 1-2 | 1-1 | 1-1 | 2-1 | 3-0 | 2-1 | 1-1 | 5-1 | 1-2 |
| Celta de Vigo                                              | 2-1 | 1-2 | 0-1 | 2-2 | 3-2 |     | 0-2 | 1-0 | 1-1 | 1-1 | 2-1 | 2-0 | 1-0 | 1-2 | 1-2 | 2-0 | 3-2 | 3-1 | 3-1 | 3-0 |
| Espanyol de Barcelone                                      | 3-2 | 1-1 | 1-1 | 0-2 | 1-2 | 3-1 |     | 1-0 | 1-1 | 2-0 | 1-1 | 2-1 | 0-0 | 2-1 | 1-0 | 0-1 | 0-2 | 1-1 | 2-1 | 1-2 |
| Getafe CF                                                  | 2-0 | 0-2 | 2-1 | 1-1 | 1-2 | 1-2 | 1-0 |     | 0-1 | 1-3 | 1-1 | 0-1 | 1-1 | 0-0 | 0-1 | 0-0 | 0-0 | 1-1 | 2-0 | 1-2 |
| Girona FC                                                  | 0-1 | 2-1 | 0-4 | 1-4 | 1-3 | 2-2 | 4-1 | 1-2 |     | 2-1 | 4-3 | 1-0 | 4-0 | 0-0 | 0-3 | 0-1 | 1-2 | 1-1 | 3-0 | 0-1 |
| UD Las Palmas                                              | 2-2 | 2-3 | 1-0 | 0-2 | 1-1 | 0-1 | 1-0 | 1-2 | 1-0 |     | 0-1 | 2-3 | 1-1 | 0-1 | 1-1 | 1-3 | 2-2 | 2-3 | 2-1 | 1-2 |
| CD Leganés                                                 | 3-3 | 0-2 | 1-0 | 0-1 | 2-3 | 2-0 | 3-2 | 1-0 | 1-1 | 2-1 |     | 0-1 | 1-1 | 0-1 | 0-3 | 0-3 | 1-0 | 0-0 | 3-0 | 2-5 |
| RCD Majorque                                               | 1-1 | 0-0 | 0-1 | 1-5 | 0-1 | 1-2 | 2-1 | 1-2 | 2-1 | 3-1 | 0-0 |     | 1-1 | 1-0 | 1-1 | 1-0 | 0-0 | 2-1 | 2-1 | 1-2 |
| CA Osasuna                                                 | 2-2 | 1-2 | 2-0 | 4-2 | 1-2 | 3-2 | 2-0 | 1-2 | 2-1 | 2-1 | 1-1 | 1-0 |     | 1-1 | 1-1 | 2-1 | 1-0 | 3-3 | 1-0 | 2-2 |
| Rayo Vallecano                                             | 1-0 | 1-2 | 1-1 | 1-2 | 2-2 | 2-1 | 0-4 | 1-0 | 2-1 | 1-3 | 1-1 | 0-0 | 3-1 |     | 3-3 | 2-2 | 1-1 | 1-1 | 1-0 | 0-1 |
| Real Madrid                                                | 3-2 | 1-0 | 1-1 | 0-4 | 2-0 | 3-2 | 4-1 | 2-0 | 2-0 | 4-1 | 3-2 | 2-1 | 4-0 | 2-1 |     | 2-0 | 4-2 | 1-2 | 3-0 | 2-0 |
| Real Sociedad                                              | 1-2 | 0-0 | 1-1 | 1-0 | 2-0 | 0-1 | 2-1 | 0-3 | 3-2 | 0-0 | 3-0 | 0-2 | 0-2 | 1-2 | 0-2 |     | 0-1 | 3-0 | 2-1 | 1-0 |
| Séville FC                                                 | 1-1 | 0-1 | 1-2 | 1-4 | 1-0 | 1-0 | 1-1 | 1-0 | 0-2 | 1-0 | 2-2 | 1-1 | 1-1 | 1-0 | 0-2 | 0-2 |     | 1-1 | 2-1 | 1-2 |
| Valence CF                                                 | 2-2 | 0-1 | 0-3 | 1-2 | 4-2 | 2-1 | 1-1 | 3-0 | 2-0 | 2-3 | 2-0 | 1-0 | 0-0 | 0-1 | 1-2 | 1-0 | 1-0 |     | 2-1 | 1-1 |
| Real Valladolid                                            | 0-1 | 1-1 | 0-5 | 1-2 | 1-0 | 0-1 | 1-0 | 0-4 | 0-1 | 1-1 | 0-0 | 1-2 | 2-3 | 1-2 | 0-3 | 0-0 | 0-4 | 1-0 |     | 1-2 |
| Villarreal CF                                              | 3-0 | 0-0 | 2-2 | 1-5 | 1-2 | 4-3 | 1-0 | 1-1 | 2-2 | 3-1 | 3-0 | 4-0 | 4-2 | 1-1 | 1-2 | 2-2 | 4-2 | 1-1 | 5-1 |     |
| - Victoire à domicile - Match nul - Victoire à l'extérieur |     |     |     |     |     |     |     |     |     |     |     |     |     |     |     |     |     |     |     |     |

## Statistiques

### Domicile et extérieur
| Rang | Équipe                | Pts | J  | G  | N | P  | Bp | Bc | Diff |
| ---- | --------------------- | --- | -- | -- | - | -- | -- | -- | ---- |
| 1    | Real Madrid           | 49  | 19 | 16 | 1 | 2  | 45 | 19 | +26  |
| 2    | Atlético de Madrid    | 46  | 19 | 14 | 4 | 1  | 42 | 15 | +27  |
| 3    | FC Barcelone          | 43  | 19 | 14 | 1 | 4  | 52 | 20 | +32  |
| 4    | Athletic Club         | 39  | 19 | 11 | 6 | 2  | 32 | 13 | +19  |
| 5    | Celta de Vigo         | 36  | 19 | 11 | 3 | 5  | 32 | 21 | +11  |
| 6    | CA Osasuna            | 36  | 19 | 10 | 6 | 3  | 33 | 23 | +10  |
| 7    | Villarreal CF         | 34  | 19 | 9  | 7 | 3  | 43 | 27 | +16  |
| 8    | Real Betis            | 34  | 19 | 9  | 7 | 3  | 32 | 21 | +11  |
| 9    | Valence CF            | 31  | 19 | 9  | 4 | 6  | 26 | 20 | +6   |
| 10   | Espanyol de Barcelone | 30  | 19 | 8  | 6 | 5  | 23 | 20 | +3   |
| 11   | Real Sociedad         | 27  | 19 | 8  | 3 | 8  | 20 | 20 | 0    |
| 12   | RCD Majorque          | 27  | 19 | 7  | 6 | 6  | 20 | 21 | -1   |
| 13   | Rayo Vallecano        | 26  | 19 | 6  | 8 | 5  | 24 | 26 | -2   |
| 14   | CD Leganés            | 25  | 19 | 7  | 4 | 8  | 23 | 27 | -4   |
| 15   | Girona FC             | 24  | 19 | 7  | 3 | 9  | 27 | 30 | -3   |
| 16   | Deportivo Alavés      | 24  | 19 | 6  | 6 | 7  | 14 | 17 | -3   |
| 17   | Séville FC            | 24  | 19 | 6  | 6 | 7  | 17 | 23 | -6   |
| 18   | Getafe CF             | 19  | 19 | 4  | 7 | 8  | 15 | 19 | -4   |
| 19   | UD Las Palmas         | 17  | 19 | 4  | 5 | 10 | 21 | 29 | -8   |
| 20   | Real Valladolid       | 13  | 19 | 3  | 4 | 12 | 11 | 32 | -21  |

| Rang | Équipe                | Pts | J  | G  | N  | P  | Bp | Bc | Diff |
| ---- | --------------------- | --- | -- | -- | -- | -- | -- | -- | ---- |
| 1    | FC Barcelone          | 45  | 19 | 14 | 3  | 2  | 50 | 19 | +31  |
| 2    | Villarreal CF         | 36  | 19 | 11 | 3  | 5  | 28 | 24 | +4   |
| 3    | Real Madrid           | 35  | 19 | 10 | 5  | 4  | 33 | 19 | +14  |
| 4    | Athletic Club         | 31  | 19 | 8  | 7  | 4  | 22 | 16 | +6   |
| 5    | Atlético de Madrid    | 30  | 19 | 8  | 6  | 5  | 26 | 15 | +11  |
| 6    | Rayo Vallecano        | 26  | 19 | 7  | 5  | 7  | 17 | 19 | -2   |
| 7    | Real Betis            | 25  | 19 | 7  | 5  | 7  | 25 | 29 | -4   |
| 8    | Getafe CF             | 23  | 19 | 7  | 2  | 10 | 19 | 20 | -1   |
| 9    | RCD Majorque          | 21  | 19 | 6  | 3  | 10 | 15 | 23 | -8   |
| 10   | Celta de Vigo         | 19  | 19 | 5  | 4  | 10 | 27 | 36 | -9   |
| 11   | Real Sociedad         | 19  | 19 | 5  | 4  | 10 | 15 | 26 | -11  |
| 12   | Deportivo Alavés      | 18  | 19 | 4  | 6  | 9  | 24 | 31 | -7   |
| 13   | Séville FC            | 17  | 19 | 4  | 5  | 10 | 25 | 32 | -7   |
| 14   | Girona FC             | 17  | 19 | 4  | 5  | 10 | 17 | 30 | -13  |
| 15   | CA Osasuna            | 16  | 19 | 2  | 10 | 9  | 15 | 29 | -14  |
| 16   | UD Las Palmas         | 15  | 19 | 4  | 3  | 12 | 19 | 32 | -13  |
| 17   | CD Leganés            | 15  | 19 | 2  | 9  | 8  | 16 | 29 | -13  |
| 18   | Valence CF            | 15  | 19 | 2  | 9  | 8  | 18 | 34 | -16  |
| 19   | Espanyol de Barcelone | 12  | 19 | 3  | 3  | 13 | 17 | 31 | -14  |
| 20   | Real Valladolid       | 3   | 19 | 1  | 0  | 18 | 15 | 58 | -43  |

### Leader par journée
La frise suivante montre l'évolution des équipes ayant successivement occupé la première place :

### Dernier par journée
La frise suivante montre l'évolution des équipes ayant successivement occupé la dernière place :

### Évolution du classement
Le tableau suivant récapitule le classement au terme de chacune des journées définies par le calendrier officiel. Les matchs joués en retard sont donc comptabilisés la journée suivant leur tenue.
Le FC Barcelone, vainqueur de la Coupe d'Espagne, déjà qualifié pour la Ligue des champions via le championnat espagnol. La place en Ligue Europa réservée au vainqueur de la Coupe d'Espagne est donc reversée au championnat espagnol. En conséquence, la 6e place du championnat d'Espagne est en désormais qualificative pour la phase de ligue de Ligue Europa et la 7e pour les barrages de qualification de Ligue Conférence, depuis le 1er avril 2025, entre les 29e et 30e journées.
L'Espagne étant assurée de terminer dans le top 2 des meilleurs associations de la saison 2024-2025, une place additionnelle en Ligue des champions lui est attribué. La 5e place du championnat est en désormais qualificative pour la phase de ligue de Ligue des champions, la 6e et la 7e pour la phase de ligue de Ligue Europa et la 8e pour les barrages de qualification de Ligue Conférence, depuis le 17 avril 2025, entre les 31e et 32e journées.
| Journée →   | 1  | 2  | 3 ,  | 4    | 5    | 6    | 7  | 8  | 9  | 10 | 11 | 12   | 13   | 14   | 15   | 16   | 17   | 18  | 19 | 20 | 21 | 22 | 23 | 24 | 25 | 26   | 27   | 28   | 29   | 30   | 31   | 32   | 33 | 34 | 35 | 36 | 37 | 38 | Journées en tête | Journées relégable |
| Équipe      |    |    |      |      |      |      |    |    |    |    |    |      |      |      |      |      |      |     |    |    |    |    |    |    |    |      |      |      |      |      |      |      |    |    |    |    |    |    |                  |                    |
| ----------- | -- | -- | ---- | ---- | ---- | ---- | -- | -- | -- | -- | -- | ---- | ---- | ---- | ---- | ---- | ---- | --- | -- | -- | -- | -- | -- | -- | -- | ---- | ---- | ---- | ---- | ---- | ---- | ---- | -- | -- | -- | -- | -- | -- | ---------------- | ------------------ |
| Alavés      | 17 | 17 | 8    | 6    | 10   | 7    | 8  | 11 | 13 | 14 | 16 | 14   | 15   | 16   | 16   | 16   | 17   | 16  | 17 | 17 | 17 | 18 | 19 | 19 | 19 | 19   | 18   | 17   | 17   | 17   | 17   | 18   | 17 | 17 | 17 | 17 | 14 | 15 |                  | 7                  |
| Ath. Club   | 16 | 15 | 10   | 13   | 5+1  | 3+1  | 5  | 5  | 6  | 5  | 5  | 6    | 6    | 5    | 4+1  | 4+1  | 4+1  | 4+1 | 4  | 4  | 4  | 4  | 4  | 4  | 4  | 4    | 4    | 4    | 4    | 4    | 4    | 4    | 4  | 4  | 4  | 4  | 4  | 4  |                  |                    |
| Atl. Madrid | 8  | 3  | 4    | 3    | 2    | 4    | 3  | 4  | 3  | 3  | 4  | 3    | 3    | 3    | 3    | 3    | 2    | 2   | 1  | 2  | 2  | 2  | 2  | 3  | 3  | 2    | 3    | 3    | 3    | 3    | 3    | 3    | 3  | 3  | 3  | 3  | 3  | 3  | 1                |                    |
| Barcelone   | 1  | 2  | 1    | 1    | 1    | 1    | 1  | 1  | 1  | 1  | 1  | 1    | 1    | 1    | 1+1  | 1+1  | 1+1  | 3+1 | 3  | 3  | 3  | 3  | 3  | 1  | 1  | 1    | 1-1  | 1    | 1    | 1    | 1    | 1    | 1  | 1  | 1  | 1  | 1  | 1  | 31               |                    |
| Betis       | 11 | 12 | 15-1 | 17-1 | 7    | 11   | 11 | 8  | 10 | 7  | 6  | 7    | 7    | 9    | 10   | 11   | 9    | 9   | 10 | 12 | 10 | 10 | 11 | 8  | 7  | 6    | 6    | 6    | 6    | 6    | 6    | 6    | 6  | 6  | 6  | 6  | 6  | 6  |                  |                    |
| Celta       | 1  | 1  | 3    | 8    | 6    | 9    | 10 | 10 | 9  | 10 | 11 | 10   | 11   | 11   | 12   | 10   | 13   | 11  | 12 | 13 | 13 | 13 | 12 | 13 | 10 | 10   | 9    | 8    | 8    | 7    | 7    | 8    | 7  | 7  | 7  | 7  | 7  | 7  | 2                |                    |
| Espanyol    | 20 | 19 | 19   | 14   | 12   | 13   | 14 | 17 | 14 | 15 | 17 | 17   | 18-1 | 19-1 | 18-1 | 18-1 | 18   | 18  | 18 | 18 | 18 | 17 | 16 | 15 | 15 | 15-1 | 15-1 | 15-1 | 16-1 | 16-1 | 15-1 | 13-1 | 13 | 14 | 14 | 16 | 17 | 14 |                  | 12                 |
| Getafe      | 10 | 11 | 14-1 | 16-1 | 18   | 18   | 19 | 15 | 16 | 16 | 15 | 16   | 17   | 15   | 17   | 15   | 16   | 17  | 15 | 16 | 14 | 14 | 14 | 13 | 14 | 14   | 12   | 11   | 12   | 11   | 11   | 12   | 12 | 13 | 13 | 15 | 13 | 13 |                  | 3                  |
| Girona      | 9  | 18 | 7    | 5    | 11   | 12   | 12 | 12 | 11 | 12 | 13 | 12   | 10   | 7    | 8    | 9    | 10   | 8   | 8  | 8  | 8  | 7  | 8  | 10 | 13 | 13   | 13   | 13   | 13   | 15   | 16   | 16   | 16 | 15 | 15 | 13 | 15 | 16 |                  | 1                  |
| Las Palmas  | 6  | 13 | 16   | 18   | 19   | 20   | 20 | 20 | 20 | 19 | 18 | 18   | 16   | 17   | 14   | 14   | 14   | 13  | 14 | 14 | 15 | 15 | 15 | 17 | 17 | 17   | 19   | 19   | 19   | 19   | 18   | 17   | 18 | 18 | 19 | 19 | 19 | 19 |                  | 20                 |
| Leganés     | 11 | 6  | 6    | 9    | 15+1 | 14+1 | 15 | 16 | 17 | 17 | 14 | 15   | 14   | 14   | 15   | 17   | 15   | 15  | 16 | 15 | 16 | 16 | 17 | 16 | 16 | 16   | 17   | 18   | 18   | 18   | 19   | 19   | 19 | 19 | 18 | 18 | 18 | 18 |                  | 11                 |
| Majorque    | 11 | 16 | 18   | 10   | 8+1  | 5+1  | 6  | 6  | 7  | 6  | 7  | 8    | 9    | 8    | 6+1  | 8+1  | 6+1  | 6+1 | 6  | 6  | 6  | 9  | 10 | 7  | 8  | 8    | 7    | 7    | 9    | 10   | 8    | 7    | 9  | 10 | 9  | 10 | 10 | 10 |                  | 1                  |
| Osasuna     | 14 | 7  | 12   | 7    | 13   | 8    | 7  | 7  | 5  | 8  | 8  | 5    | 5    | 6    | 7    | 7    | 8    | 10  | 11 | 10 | 11 | 8  | 9  | 9  | 12 | 11   | 14-1 | 14   | 14   | 13   | 12   | 11   | 8  | 9  | 11 | 9  | 9  | 9  |                  |                    |
| Rayo        | 3  | 8  | 8    | 11   | 9    | 10   | 9  | 9  | 8  | 9  | 9  | 9-1  | 12-1 | 13-1 | 13-1 | 12-1 | 12   | 12  | 9  | 9  | 7  | 6  | 6  | 6  | 6  | 7    | 8    | 9    | 7    | 9    | 10   | 10   | 11 | 8  | 8  | 8  | 8  | 8  |                  |                    |
| R. Madrid   | 14 | 4  | 5    | 2    | 3    | 2    | 2  | 2  | 2  | 2  | 2  | 2-1  | 2-1  | 2-1  | 2    | 2    | 3    | 1+1 | 2  | 1  | 1  | 1  | 1  | 2  | 2  | 3    | 2    | 2    | 2    | 2    | 2    | 2    | 2  | 2  | 2  | 2  | 2  | 2  | 5                |                    |
| R. Sociedad | 17 | 9  | 13   | 12   | 16+1 | 16+1 | 16 | 14 | 15 | 11 | 12 | 11   | 8    | 10   | 9    | 6    | 7    | 7   | 7  | 7  | 9  | 11 | 7  | 11 | 9  | 9    | 11   | 12   | 10   | 8    | 9    | 9    | 10 | 11 | 12 | 12 | 11 | 11 |                  |                    |
| Séville     | 6  | 14 | 17   | 19   | 14   | 15   | 13 | 13 | 12 | 13 | 10 | 13   | 13   | 12   | 11   | 13   | 11   | 14  | 13 | 11 | 12 | 12 | 13 | 12 | 11 | 12   | 10   | 10   | 11   | 12   | 14   | 15   | 15 | 16 | 16 | 14 | 16 | 17 |                  | 1                  |
| Valence     | 19 | 20 | 20   | 20   | 20   | 19   | 17 | 18 | 18 | 20 | 20 | 20-1 | 20-2 | 18-2 | 19-2 | 19-2 | 20-1 | 19  | 20 | 19 | 19 | 19 | 18 | 18 | 18 | 18   | 16   | 16   | 15   | 14   | 13   | 14   | 14 | 12 | 10 | 11 | 12 | 12 |                  | 25                 |
| Valladolid  | 4  | 10 | 11   | 15   | 17   | 17   | 18 | 19 | 19 | 18 | 19 | 19   | 19   | 20   | 20   | 20   | 19   | 20  | 19 | 20 | 20 | 20 | 20 | 20 | 20 | 20   | 20   | 20   | 20   | 20   | 20   | 20   | 20 | 20 | 20 | 20 | 20 | 20 |                  | 32                 |
| Villarreal  | 5  | 5  | 2    | 4    | 4    | 6    | 4  | 3  | 4  | 4  | 3  | 4-1  | 4-1  | 4-1  | 5-1  | 5-1  | 5    | 5   | 5  | 5  | 5  | 5  | 5  | 5  | 5  | 5-1  | 5-1  | 5-1  | 5-1  | 5-1  | 5-1  | 5-1  | 5  | 5  | 5  | 5  | 5  | 5  |                  |                    |

À l'issue de deux journées, plusieurs équipes étaient classées ex æquo selon tous les points du règlement :
1. ↑  À l'issue de la 1re journée, le FC Barcelone et le Celta de Vigo sont tous les deux ex æquo et classés à la 1re place, de même pour l'UD Las Palmas et le Séville FC à la 6e place, pour le Real Betis, le CD Leganés et le RCD Majorque à la 11e place et pour le CA Osasuna et le Real Madrid à la 14e place.
2. ↑  À l'issue de la 3e journée, le Deportivo Alavés et le Rayo Vallecano sont tous les deux ex æquo et classés à la 8e place.

En exposant rouge, le nombre de matches de retard pour les équipes concernées :
1. ↑  Real Betis-Getafe CF, match comptant pour la 3e journée, est reporté en raison de la participation du Real Betis aux barrages de la Ligue Conférence 2024-2025, qui se dispute en même temps que la 3e journée de championnat. Le match est joué le 18 septembre 2024, entre les 5e et 6e journées.
2. 1 2  Villarreal CF-Rayo Vallecano et Valence CF-Real Madrid, matches comptant pour la 12e journée, sont reportés en raison des inondations qui touchent la province de Valence. Les matches sont joués respectivement le 18 décembre 2024, entre les 17e et 18e journées, et le 3 janvier 2025, entre les 18e et 19e journées[29].
Espanyol de Barcelone-Valence CF, match comptant pour la 13e journée, est reporté pour les mêmes raisons. Le match est joué le 18 décembre 2024, entre les 17e et 18e journées[30].
3. ↑  Villarreal CF-Espanyol de Barcelone, match comptant pour la 26e journée, est reporté en raison d'un risque d'inondation dans la province de Castellón. Le match est reporté au 27 avril 2025, entre les 33e et 34e journées[31].
4. ↑  FC Barcelone-CA Osasuna, match comptant pour la 27e journée, est reporté en raison du décès de Carles Miñarro Garcia, docteur de l'équipe première du FC Barcelone. Le match est reporté au 27 mars 2025, entre les 28e et 29e journées[32].

En exposant vert, le nombre de matches d'avance pour les équipes concernées :
1. ↑  RCD Majorque-Real Sociedad et CD Leganés-Athletic Club, matches comptant pour la 7e journée, sont avancés en raison des participations de la Real Sociedad et de l'Athletic Club à la Ligue Europa 2024-2025, où la 1re journée de la phase de ligue se dispute en même temps que la 7e journée de championnat. Les matches sont joués, respectivement, le 17 et le 19 septembre 2024, entre les 5e et 6e journées.
2. ↑  RCD Majorque-FC Barcelone et Athletic Club-Real Madrid, matches comptant pour la 19e journée, sont avancés en raison de la participation de ces 4 mêmes équipes à la Supercoupe d'Espagne. Les matches sont joués respectivement le 3 et le 4 décembre 2024, entre les 15e et 16e journées.

### Résultats par match
| Journée ╱ Équipe | 1 | 2 | 3 | 4 | 5 | 6 | 7 | 8 | 9 | 10 | 11 | 12 | 13 | 14 | 15 | 16 | 17 | 18 | 19 | 20 | 21 | 22 | 23 | 24 | 25 | 26 | 27 | 28 | 29 | 30 | 31 | 32 | 33 | 34 | 35 | 36 | 37 | 38 |
| ---------------- | - | - | - | - | - | - | - | - | - | -- | -- | -- | -- | -- | -- | -- | -- | -- | -- | -- | -- | -- | -- | -- | -- | -- | -- | -- | -- | -- | -- | -- | -- | -- | -- | -- | -- | -- |
| Alavés           | D | N | V | V | D | V | D | D | D | D  | D  | V  | D  | D  | N  | N  | N  | N  | D  | V  | N  | D  | D  | N  | D  | N  | V  | N  | D  | V  | D  | N  | V  | N  | D  | V  | V  | N  |
| Ath. Club        | N | D | V | D | V | V | V | N | D | V  | N  | N  | N  | V  | V  | V  | N  | V  | V  | V  | N  | N  | V  | N  | V  | D  | N  | V  | N  | N  | V  | D  | V  | N  | V  | V  | V  | D  |
| Atl. Madrid      | N | V | N | V | V | N | V | N | N | V  | D  | V  | V  | V  | V  | V  | V  | V  | V  | D  | N  | V  | N  | N  | V  | V  | D  | D  | N  | V  | V  | D  | V  | N  | V  | D  | V  | V  |
| Barcelone        | V | V | V | V | V | V | V | D | V | V  | V  | V  | D  | N  | D  | N  | D  | D  | V  | N  | V  | V  | V  | V  | V  | V  | V  | V  | V  | N  | V  | V  | V  | V  | V  | V  | D  | V  |
| Betis            | N | N | V | D | V | D | N | V | D | V  | V  | N  | N  | D  | D  | N  | V  | N  | D  | D  | V  | N  | D  | V  | V  | V  | V  | V  | V  | N  | D  | V  | V  | V  | N  | N  | D  | N  |
| Celta            | V | V | D | D | V | D | D | N | V | D  | D  | V  | N  | N  | D  | V  | D  | V  | D  | D  | N  | D  | V  | N  | V  | N  | V  | V  | N  | V  | D  | D  | V  | D  | V  | V  | D  | V  |
| Espanyol         | D | D | N | V | V | D | D | D | V | D  | D  | D  | N  | D  | V  | D  | N  | D  | N  | V  | N  | V  | D  | N  | V  | D  | N  | D  | N  | V  | V  | V  | N  | D  | D  | D  | D  | V  |
| Getafe           | N | N | D | N | D | N | D | V | N | N  | N  | D  | D  | V  | D  | V  | D  | D  | V  | N  | V  | N  | V  | V  | D  | D  | V  | V  | D  | V  | D  | D  | D  | D  | D  | D  | V  | D  |
| Girona           | N | D | V | V | D | D | N | N | V | D  | D  | V  | V  | V  | N  | D  | D  | V  | V  | D  | D  | V  | D  | D  | D  | N  | N  | N  | D  | D  | D  | D  | N  | V  | D  | V  | D  | D  |
| Las Palmas       | N | D | N | D | D | D | N | D | D | V  | V  | D  | V  | D  | V  | V  | N  | V  | D  | D  | N  | D  | D  | D  | D  | N  | D  | N  | N  | D  | V  | V  | D  | D  | D  | D  | D  | D  |
| Leganés          | N | V | N | D | D | N | D | N | N | D  | V  | D  | V  | D  | N  | D  | V  | D  | N  | V  | N  | D  | D  | N  | D  | V  | D  | D  | D  | N  | D  | N  | N  | N  | V  | D  | V  | V  |
| Majorque         | N | D | N | V | D | V | V | V | D | V  | N  | D  | D  | V  | V  | D  | V  | V  | D  | D  | D  | D  | N  | V  | N  | N  | N  | V  | D  | D  | V  | N  | D  | D  | V  | D  | D  | N  |
| Osasuna          | N | V | D | V | D | V | V | V | N | D  | V  | V  | D  | N  | N  | N  | N  | D  | D  | N  | N  | V  | N  | N  | D  | N  | D  | D  | N  | N  | V  | V  | V  | D  | N  | V  | V  | N  |
| Rayo             | V | N | D | D | V | N | N | N | V | D  | V  | N  | D  | D  | D  | V  | N  | N  | V  | N  | V  | V  | V  | D  | D  | N  | D  | N  | V  | D  | D  | N  | D  | V  | V  | N  | V  | N  |
| R. Madrid        | N | V | N | V | V | V | V | N | V | V  | D  | V  | V  | V  | V  | V  | N  | V  | D  | V  | V  | D  | N  | N  | V  | D  | V  | V  | V  | D  | V  | V  | V  | V  | D  | V  | V  | V  |
| R. Sociedad      | D | V | D | N | D | N | D | V | N | V  | D  | V  | V  | D  | V  | V  | N  | D  | V  | D  | D  | D  | V  | D  | V  | D  | D  | N  | V  | V  | D  | N  | D  | N  | D  | D  | V  | D  |
| Séville          | N | D | N | D | V | D | V | N | V | D  | V  | D  | D  | V  | N  | D  | V  | D  | N  | V  | N  | N  | D  | V  | N  | N  | V  | D  | D  | D  | D  | N  | D  | N  | D  | V  | D  | D  |
| Valence          | D | D | D | N | D | V | N | D | N | D  | N  | D  | N  | V  | D  | D  | D  | N  | N  | V  | D  | V  | V  | N  | D  | N  | V  | N  | V  | V  | V  | N  | N  | V  | V  | D  | D  | N  |
| Valladolid       | V | D | N | D | D | N | D | D | D | V  | D  | D  | N  | D  | D  | D  | V  | D  | V  | D  | D  | D  | D  | D  | D  | N  | D  | D  | D  | D  | D  | D  | D  | D  | D  | D  | D  | D  |
| Villarreal       | N | V | V | N | V | D | V | V | D | N  | V  | N  | V  | N  | N  | D  | D  | V  | D  | V  | N  | V  | V  | N  | V  | V  | D  | D  | V  | N  | V  | N  | D  | V  | V  | V  | V  | V  |

| Rang | Joueur             | Club               | Buts | Pen. | MJ | Ratio |
| ---- | ------------------ | ------------------ | ---- | ---- | -- | ----- |
| 1    | Kylian Mbappé      | Real Madrid        | 31   | 7    | 34 | 0,91  |
| 2    | Robert Lewandowski | FC Barcelone       | 25   | 3    | 33 | 0,76  |
| 3    | Ante Budimir       | CA Osasuna         | 21   | 7    | 37 | 0,57  |
| 4    | Ayoze Pérez        | Villarreal CF      | 19   | 3    | 30 | 0,63  |
| 5    | Raphinha           | FC Barcelone       | 18   | 1    | 35 | 0,51  |
| 6    | Alexander Sorloth  | Atlético de Madrid | 17   | 1    | 34 | 0,5   |
| 6    | Julián Álvarez     | Atlético de Madrid | 17   | 0    | 36 | 0,47  |
| 8    | Oihan Sancet       | Athletic Club      | 15   | 1    | 28 | 0,54  |
| 9    | Kike García        | Deportivo Alavés   | 13   | 2    | 34 | 0,38  |
| 10   | Vinícius Júnior    | Real Madrid        | 11   | 2    | 30 | 0,37  |

| Source : Classement des buteurs sur le site de LaLiga. |

| Rang | Joueur              | Club          | Passes | MJ | Ratio |
| ---- | ------------------- | ------------- | ------ | -- | ----- |
| 1    | Lamine Yamal        | FC Barcelone  | 11     | 28 | 0,39  |
| 2    | Iñaki Williams      | Athletic Club | 8      | 30 | 0,27  |
| 2    | Raphinha            | FC Barcelone  | 8      | 29 | 0,28  |
| 4    | Alejandro Berenguer | Athletic Club | 7      | 30 | 0,23  |
| 4    | Jude Bellingham     | Real Madrid   | 7      | 25 | 0,28  |
| 4    | Dani Rodríguez      | RCD Majorque  | 7      | 31 | 0,23  |
| 4    | Álex Baena          | Villarreal CF | 7      | 27 | 0,26  |
| 8    | Oliver McBurnie     | UD Las Palmas | 6      | 27 | 0,22  |
| 8    | Óscar Mingueza      | Celta de Vigo | 6      | 27 | 0,22  |
| 8    | Sergi Cardona       | Villarreal CF | 6      | 29 | 0,21  |
| 8    | Saúl Ñíguez         | Séville FC    | 6      | 19 | 0,32  |

| Source : Classement des passeurs sur le site de LaLiga. |

### Meilleurs gardiens
Le Trophée Zamora est décerné au gardien de but dont le ratio buts encaissés par match joué est le plus faible (le gardien doit avoir au moins disputé 28 matchs de 60 minutes).
Mise à jour : 24 mai 2025
| Rang | Joueur           | Club               | Buts | MJ | Ratio |
| ---- | ---------------- | ------------------ | ---- | -- | ----- |
| 1    | Jan Oblak        | Atlético de Madrid | 30   | 36 | 0,83  |
| 2    | Thibaut Courtois | Real Madrid        | 29   | 30 | 0,97  |
| 3    | David Soria      | Getafe CF          | 39   | 38 | 1,03  |
| 4    | Dominik Greif    | Majorque           | 34   | 31 | 1,10  |
| 5    | Álex Remiro      | Real Sociedad      | 43   | 36 | 1,19  |

### Meilleurs entraîneurs
Le trophée Miguel Muñoz est un trophée décerné par le journal espagnol Marca qui récompense le meilleur entraîneur de la saison.
Mise à jour : 1er juin 2025
| Rang | Entraîneur        | Club           | Points |
| ---- | ----------------- | -------------- | ------ |
| 1    | Hansi Flick       | FC Barcelone   | 77     |
| 2    | Claudio Giráldez  | Celta de Vigo  | 70     |
| 3    | Marcelino         | Villarreal CF  | 70     |
| 4    | Iñigo Pérez       | Rayo Vallecano | 67     |
| 5    | Manuel Pellegrini | Real Betis     | 62     |

### Récompenses mensuelles
Les Prix LaLiga sont des récompenses officielles mensuelles décernées par la LFP aux meilleur joueur, meilleur entraîneur, meilleur jeune joueur, meilleur but et meilleur parade du mois en LaLiga EA Sports.
| Mois      | Joueur du mois     | Joueur du mois | Entraîneur du mois | Entraîneur du mois    | Joueur U23 du mois | Joueur U23 du mois | But du mois      | But du mois           | Parade du mois  | Parade du mois        | Réf. |
| Mois      | Joueur             | Club           | Entraîneur         | Club                  | Joueur             | Club               | Joueur           | Club                  | Joueur          | Club                  | Réf. |
| --------- | ------------------ | -------------- | ------------------ | --------------------- | ------------------ | ------------------ | ---------------- | --------------------- | --------------- | --------------------- | ---- |
| Août      | Raphinha           | FC Barcelone   | Hansi Flick        | FC Barcelone          | Lamine Yamal       | FC Barcelone       | Juan Cruz        | CD Leganés            | Diego Conde     | Villarreal CF         | ,    |
| Septembre | Lamine Yamal       | FC Barcelone   | Ernesto Valverde   | Athletic Club         | Alberto Moleiro    | UD Las Palmas      | Abdul Mumin      | Rayo Vallecano        | Marko Dmitrović | CD Leganés            | ,    |
| Octobre   | Robert Lewandowski | FC Barcelone   | Hansi Flick        | FC Barcelone          | Pedri              | FC Barcelone       | Luka Sučić       | Real Sociedad         | Jan Oblak       | Atlético de Madrid    | ,    |
| Novembre  | Vinícius Júnior    | Real Madrid    | Míchel             | Girona FC             | Fábio Silva        | UD Las Palmas      | Munir El Haddadi | CD Leganés            | Diego Conde     | Villarreal CF         | ,    |
| Décembre  | Jude Bellingham    | Real Madrid    | Diego Simeone      | Atlético de Madrid    | Arda Güler         | Real Madrid        | Ladislav Krejčí  | Girona FC             | Marko Dmitrović | CD Leganés            | ,    |
| Janvier   | Kylian Mbappé      | Real Madrid    | José Bordalás      | Getafe CF             | Jude Bellingham    | Real Madrid        | Javi Puado       | Espanyol de Barcelone | Sergio Herrera  | CA Osasuna            | ,    |
| Février   | Oihan Sancet       | Athletic Club  | Hansi Flick        | FC Barcelone          | Lamine Yamal       | FC Barcelone       | Romain Perraud   | Real Betis            | Joan García     | Espanyol de Barcelone | ,    |
| Mars      | Isco               | Real Betis     | Manuel Pellegrini  | Real Betis            | Diego López        | Valence CF         | Umar Sadiq       | Valence CF            | Joan García     | Espanyol de Barcelone | ,    |
| Avril     | Pedri              | FC Barcelone   | Manolo González    | Espanyol de Barcelone | Fábio Silva        | UD Las Palmas      | Ørjan Nyland     | Séville FC            | Nico Williams   | Athletic Club         | ,    |

### Buts marqués par journée
Ce graphique représente le nombre de buts marqués lors de chaque journée.

### Autres statistiques
- Premier but de la saison :  Oihan Sancet   27e pour l'Athletic Club contre le Getafe CF (1 - 1), le 15 août 2024 (1re journée).
- Premier but contre son camp :  Álex Suárez   25e (csc) de l'UD Las Palmas contre le Séville FC (2 - 2), le 16 août 2024 (1re journée).
- Premier penalty :
  - Transformé :  Robert Lewandowski   49e (pen.) pour le FC Barcelone contre le Valence CF (1 - 2), le 17 août 2024 (1re journée).
  - Raté :  Iago Aspas  45+5e pour le Celta de Vigo contre le Valence CF (3 - 1), le 23 août 2024 (2e journée).
- Premier doublé :  Robert Lewandowski   45+5e   49e (pen.) pour le FC Barcelone contre le Valence CF (1 - 2), le 17 août 2024 (1re journée).
- Premier triplé :  Raphinha   20e   64e   72e pour le FC Barcelone contre le Real Valladolid (7 - 0), le 31 août 2024 (4e journée).
- Premier quadruplé :  Alexander Sørloth   7e   10e   11e   30e pour l'Atlético de Madrid contre la Real Sociedad (4 - 0), le 10 mai 2025 (35e journée).
- But le plus rapide d'une rencontre : 26 secondes
  -  Fábio Silva   1re pour l’UD Las Palmas contre le Real Madrid
  - Real Madrid (4 - 1), le 19 janvier 2025 (20e journée).
- But le plus tardif d'une rencontre : 99 minutes et 20 secondes
  -  Dani Parejo   90+10e pour le Villarreal CF contre le Celta de Vigo (4 - 3), le 26 août 2024 (3e journée).
- Premier carton jaune :  Christantus Uche  45+8e pour le Getafe CF contre l'Athletic Club (1 - 1), le 15 août 2024 (1re journée).
- Premier carton rouge :  Ferland Mendy   90+7e pour le Real Madrid contre le RCD Majorque (1 - 1), le 18 août 2024 (1re journée).
- Match(es) le(s) plus violent(s) : 15 cartons
  - 14 cartons jaunes et 1 double jaune lors d'UD Las Palmas - CA Osasuna, le 24 janvier 2025 (21e journée).
- Champion d'automne : Atlético de Madrid
- Champion : FC Barcelone
- Meilleure attaque : FC Barcelone (102 buts marqués).
- Pire attaque : Real Valladolid (26 buts marqués).
- Meilleure défense : Athletic Club (29 buts encaissés).
- Pire défense : Real Valladolid (90 buts encaissés).
- Meilleure différence de buts : FC Barcelone (+63).
- Pire différence de buts : Real Valladolid (-64).
- Journée de championnat la plus riche en buts : 10e journée (35 buts).
- Journée de championnat la plus pauvre en buts : 7e et 17e journée (18 buts).
- Plus grand nombre de buts dans une rencontre : 8 buts
  - 7 - 1 lors de FC Barcelone - Valence CF, le 26 janvier 2025 (21e journée).
  - 7 - 1 lors de Athletic Club - Real Valladolid, le 23 février 2025 (25e journée).
- Plus large victoire à domicile : 7 buts d'écart
  - 7 - 0 lors de FC Barcelone - Real Valladolid, le 31 août 2024 (3e journée).
- Plus large victoire à l'extérieur : 5 buts d'écart
  - 0 - 5 lors de Real Valladolid - Atlético de Madrid, le 30 novembre 2024 (15e journée).
- Plus grand nombre de buts en une mi-temps :
  - en 1re mi-temps : 5 buts
    - FC Barcelone 7 - 1 Valence CF (5 - 0, 2 - 1), le 26 janvier 2025 (21e journée).

  - en 2e mi-temps : 5 buts
    - Real Madrid 4 - 1 Espanyol de Barcelone (0 - 0, 4 - 1), le 21 septembre 2024 (6e journée).
    - Atlético de Madrid 2 - 4 FC Barcelone (1 - 0, 1 - 4), le 16 mars 2025 (28e journée).
    - FC Barcelone 4 - 3 Celta de Vigo (1 - 1, 3 - 2), le 19 avril 2025 (32e journée).
- Plus grand nombre de buts dans une rencontre par un joueur : 4 buts
  -  Alexander Sørloth   7e   10e   11e   30e pour l'Atlético de Madrid contre la Real Sociedad (4 - 0), le 10 mai 2025 (35e journée).

## Bilan de la saison
| Championnat d'Espagne de football 2024-2025    |                          |
| Champion                                       | FC Barcelone (28e titre) |
| Dauphin                                        | Real Madrid              |
| Coupes et trophées                             |                          |
| Vainqueur de la Coupe d'Espagne 2024-2025      | FC Barcelone             |
| Vainqueur de la Supercoupe d'Espagne 2024-2025 | FC Barcelone             |
| Qualifications continentales                   |                          |
| Ligue des champions 2025-2026                  | FC Barcelone             |
| Ligue des champions 2025-2026                  | Real Madrid              |
| Ligue des champions 2025-2026                  | Atlético de Madrid       |
| Ligue des champions 2025-2026                  | Athletic Club            |
| Ligue des champions 2025-2026                  | Villarreal CF            |
| Ligue Europa 2025-2026                         | Real Betis               |
| Ligue Europa 2025-2026                         | Celta de Vigo            |
| Ligue Conférence 2025-2026                     | Rayo Vallecano           |
| Promotions et relégations                      |                          |
| Promus en LaLiga EA Sports                     | Levante UD               |
| Promus en LaLiga EA Sports                     | Elche CF                 |
| Promus en LaLiga EA Sports                     | Real Oviedo              |
| Relégués en LaLiga Hypermotion                 | CD Leganés               |
| Relégués en LaLiga Hypermotion                 | UD Las Palmas            |
| Relégués en LaLiga Hypermotion                 | Real Valladolid          |

## Parcours en coupes d'Europe
Le parcours des clubs espagnols en coupes d'Europe est important puisqu'il détermine le coefficient UEFA, et donc le nombre de clubs espagnols présents en coupes d'Europe les années suivantes.

### Parcours européens des clubs
| Club               | Compétition          | Résultat            | Ultime adversaire |
| ------------------ | -------------------- | ------------------- | ----------------- |
| Real Madrid T      | Ligue des champions  | Quarts de finale    | Arsenal FC        |
| FC Barcelone       | Ligue des champions  | Demi-finales        | Inter Milan       |
| Girona FC          | Ligue des champions  | Phase de ligue      | Arsenal FC        |
| Atlético de Madrid | Ligue des champions  | Huitièmes de finale | Real Madrid       |
| Athletic Club      | Ligue Europa         | Demi-finales        | Manchester United |
| Real Sociedad      | Ligue Europa         | Huitièmes de finale | Manchester United |
| Real Betis         | Ligue Conférence     | Finaliste           | Chelsea FC        |
| Real Madrid        | Supercoupe de l'UEFA | Vainqueur           | Atalanta Bergame  |

### Coefficient UEFA du championnat espagnol
Le classement UEFA de la fin de saison 2024-2025 permet d'établir la répartition et le nombre d'équipes pour les coupes d'Europe de la saison 2026-2027.
- Associations obtenant une place supplémentaire en Ligue des champions

| Rang 2025 | Rang 2024 | Évolution | Ligue      | 2020-2021 | 2021-2022 | 2022-2023 | 2023-2024 | 2024-2025 | Coefficient | Places en Ligue des champions | Places en Ligue des champions | Places en Ligue des champions | Places en Ligue des champions | Places en Ligue des champions | Places en Ligue Europa | Places en Ligue Europa | Places en Ligue Europa | Places en Ligue Europa | Places en Ligue Europa | Places en Ligue Conférence | Places en Ligue Conférence | Places en Ligue Conférence | Places en Ligue Conférence | Places en Ligue Conférence |
| Rang 2025 | Rang 2024 | Évolution | Ligue      | 2020-2021 | 2021-2022 | 2022-2023 | 2023-2024 | 2024-2025 | Coefficient | PL                            | TB                            | T3                            | T2                            | T1                            | PL                     | TB                     | T3                     | T2                     | T1                     | PL                         | TB                         | T3                         | T2                         | T1                         |
| --------- | --------- | --------- | ---------- | --------- | --------- | --------- | --------- | --------- | ----------- | ----------------------------- | ----------------------------- | ----------------------------- | ----------------------------- | ----------------------------- | ---------------------- | ---------------------- | ---------------------- | ---------------------- | ---------------------- | -------------------------- | -------------------------- | -------------------------- | -------------------------- | -------------------------- |
| 1         | 1         | =         | Angleterre | 24,357    | 21,000    | 23,000    | 17,375    | 29,464    | 115,196     | 4                             | -                             | -                             | -                             | -                             | 2                      | -                      | -                      | -                      | -                      | -                          | 1                          | -                          | -                          | -                          |
| 2         | 2         | =         | Italie     | 16,285    | 15,714    | 22,357    | 21,000    | 21,875    | 97,231      | 4                             | -                             | -                             | -                             | -                             | 2                      | -                      | -                      | -                      | -                      | -                          | 1                          | -                          | -                          | -                          |
| 3         | 3         | =         | Espagne    | 19,500    | 18,428    | 16,571    | 16,062    | 23,892    | 94,453      | 4                             | -                             | -                             | -                             | -                             | 2                      | -                      | -                      | -                      | -                      | -                          | 1                          | -                          | -                          | -                          |
| 4         | 4         | =         | Allemagne  | 15,214    | 16,214    | 17,125    | 19,357    | 18,421    | 86,331      | 4                             | -                             | -                             | -                             | -                             | 2                      | -                      | -                      | -                      | -                      | -                          | 1                          | -                          | -                          | -                          |